# Кен Паркер (Darkwood)
Кен Паркер је у издању стрипарнице Darkwood (Београд) доживео своју прву репризу у Србији. Прва свеска објављена је 2017. године. У свакој свесци штампано је по две епизоде.

## Списак објављених свезака (Darkwood 2017-2019)

### 2017
1. Дуга Пушка / Minetown (децембар 2017)

### 2018
2. Џентлмени / Убиство у Вашингтону (фебруар 2018)
3. Чемако / Крв на звездама (април 2018)
4. Под небом Мексика / Велика пљачка у Сан Франциску (јун 2018)
5. Лов на мору/Беле земље (септембар 2018)
6. Народ људи/Балада о Пат О’Шејн (октобар 2018)

### 2019
7. Врели град/Ранчеро (јануар 2019)
8. Људи, звери и јунаци/Немилосрдни Буч (март 2019)

### 2024
9. Na dugoj krvavoj stazi/Santa Fe Ekspres (19.2.2024)
10. Suvišan/Priča o oružju i prevarama (30.4.2024)
11. Božji sud/Dan kada je gorela Čatanuga (19.10.2024)
12. Kraljica Misurija/Gore, u montani